# Сателитен интернет
Сателитен интернет представя връзка, при която мрежови данни се предават чрез сателит в орбита посредством радиовълни най-често в микровълновия диапазон. Сигналът от сателитите е много слаб и изисква усилване от сателитна чиния за да използваме надеждна интернет връзка.
За разлика от наземните безжични интернет мрежи при сателитната връзка се изисква пряка видимост между сателита и приемника на Земята. Връзката не би била възможна на закрито или под Земята.
Има два вида достъп чрез сателит:
— еднопосочен: данните се подават от наземна станция, сателита ги приема, записва без да ги излъчва обратно. Обща схема на еднопосочен интернет Архив на оригинала от 2007-09-28 в Wayback Machine.

— двупосочен: Всички данни преминават през сателита, който след това ги предава обратно до наземната станция или абонат.

Скорост на сателитния интернет
Сателитният интернет обикновено не е много по-бърз от оптичния интернет, но има предимството, че е достъпен на места без изградена кабелна и мобилна мрежа. Характерно е по-голямото време за ping – около 500 милисекунди
скоростта за download достига до 24 Mbits/s (Мега Бита в Секунда) за България скоростта е до 4 Мбита/сек (= 512 КB/sec).
скоростта на ъплоуд е по-висока при двупосочния вариант и зависи от uplink връзката при еднопосочния.